# Von Hippel-Lindaus sygdom
von Hippel-Lindaus sygdom er en sjælden, arvelig svulstsygdom med flere svulster (hæmangioblastomer) i retina og i cerebellum. Svulster optræder også med andre lokalisationer i centralnervesystemet, i nyrer, binyrer (fæokromocytom), pancreas m.fl. Sygdommen nedarves autosomalt dominant via et svigtende tumorsuppressorgen, VHL, på kromosom 3p25-p26.